# Красюковська
Красюковська, Красюковка — слобода в Октябрському районі Ростовської області Росія.
Адміністративний центр Красюковського сільського поселення.
Населення - 4240 осіб (2010 рік).

## Географія
Слобода Красюковська розташовано на правому березі Грушівки на північ від Новочеркаська.

### Вулиці
| - вул. Абрикосова, - вул. Агролісна, - вул. Берегова, - вул. Вишнева, - вул. Східна, - вул. Гірська, - вул. Грушевська, - вул. Делегатська, - вул. Дружби, - вул. Зарічна, - вул. Кленова, - вул. Колгоспна, - вул. Кільцева, - вул. Коротка, - вул. Красюкова, - вул. Лісова, - вул. Лугова, - вул. М. Горького, - вул. Миру, - вул. Михайличенко, |  | - вул. Молодіжна, - вул. Московська, - вул. Набережна, - вул. Нова, - вул. Парникова, - вул. Польова, - вул. Радіальна, - вул. Революції, - вул. Річкова, - вул. Садова, - вул. Радянська, - вул. Сонячна, - вул. Стадіонна, - вул. Степова, - вул. Квіткова, - вул. Центральна, - вул. Чижова, - вул. Шкільна, | - пров. Західний, - пров. ім. Федорова, - пров. Кар'єрний, - пров. Мостовий, - пров. Октябрський, - пров. Перелетова, - пров. Піщаний, - пров. Піонерський, - пров. Поштовий, - пров. Радянський, - пров. Радянський 1-й, - пров. Радянський 2-й, - пров. Радянський 3-й, - пров. Радянський 4-й, - пров. Будівельний, - пров. Шкільний, - пров. Південний, - пров. Юності. |

## Історія
У середині 19 сторіччя на місці Красюковської слободи було поселення Аридовське. У 1868 році тут засновано хутір Персіановський.
1921 року хутір перейменовано на честь першого голови сільської ради Федора Олександровича Красюкова згідно з Постановою Донвиконкома від 19 січня 1921 року.
Першими мешканцями нового хутору були переселенці з центральних областей України й Росії. Раніше тут були розташовані дачі Новочеркаських чиновників
Крім того, поруч були табори Північний і Південний, у яких проходили збори козаків, що перебували у запасі. В хуторі селилися козаки, що обслуговували табори.
У 1868-1915 роках поселення Персіановка розрослося з 8-ми до 480 дворів, а населення з 35 осіб - до 5168 осіб. У 1903 році на хуторі збудували церкву.
Після Жовтневого перевороту у 1918 році в хуторі була створена Рада робочих, селянських і солдатських депутатів, яку очолив Ф. А. Красюк. У квітні 1918 році, під час повстання козаків проти радянської влади, Красюка Ф. А. заарештували козаки. Він загинув у Новочеркаській в'язниці.
Восени 1920 року, після відновлення радянської влади, у пам'ять про першу голову ради хутора Персіановки Ф. А. Красюка перейменовано хутір на слободу Красюковську. На території Красюковки були створено три колгоспи, котрі об'єднали в один - колгосп імені Фрунзе, що тепер перетворено в ТОВ "Колос" та Асоціацію селянських (фермерських) господарств "Донський степ".
На початок 2010-х у Красюковці працюють підприємства: МЖК "Аксайський" й цех з виробництва маргарину.

## Пам'ятки
- В околицях станиці Красюковської розташовано три пам'ятки природи: заказники "Аютинські схили", "Панська балка", "Осиповська балка". Вони виділяються в степу темно-зеленими ділянками. На території заказників росте близько 200 видів квіткових рослин. Ґрунтовий покрив заказників занесено в Червону Книгу РФ, як зразок рідкісних ґрунтів степової зони[5].
- Пам'ятник В. І. Леніну встановлено 1960 року, до 90-річчя з дня народження.
- Храм Вознесіння Господнього зведено у 2007 році.
- Пам'ятник воїнам, загиблим на території Красюковської в роки російської громадянської й німецько-радянської воєн встановлено біля Красюковського Будинку Культури у 1950 році.
- Обеліск «Вічна пам'ять героям» на честь загиблих у німецько-радянській війні встановлено на території школи № 62 в 1975 році.
- Археологічний пам'ятник поселення Красюковське-1.